# Joaillerie Debacq

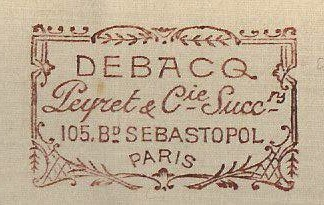
Maison Peyret Debacq, logo vers 1930

Maison Debacq & Cie, 31/41 rue Réaumur de 1812 aux années 1890, coll privée

La Joaillerie Debacq était une société familiale de joaillerie, établie dans le quartier de Saint-Nicolas-des-champs à Paris vers 1812 et qui s'est perpétuée jusqu'à la fin du XXe siècle.
La joaillerie a été associée successivement aux noms Sabe et Peyret.

## Première époque
La maison Debacq remontait à l'association de François Philippe Sinice Debacq avec la famille Sabe, originaire d'Orthez (Basses Pyrénées). Les Sabe étaient montés progressivement à Paris dans la paroisse de Saint-Nicolas-des-Champs à partir de 1809.
Un temps associé à Monsieur Gringoire, Raymond Sabe s'installa vers 1812 au 358 rue de la Porte St Denis puis au 25 rue Meslay. Il obtint le poinçon 2091 représentant « Un bâton pastoral surmonté d'un Jehovah entouré de rayons et un point au-dessus de chaque lettre » (Notice n° 3177 RS -Insculpation : 1er avril 1820 - N° Préfecture : 2227 - N° de garantie : 2091)
À l'origine, la fabrication et le commerce de bijoux en or et fantaisie.

## Debacq & Sabe
En 1838, Raymond Sabe céda ses intérêts à ses neveux, pour se consacrer à l'édition et reprendre le Panthéon Littéraire (biffage de son poinçon le 30 juin 1838).
L'association échut à Sinice Debacq et Victor Sabe (devenus beaux-frères en 1842) sous le nom commercial « Debacq et Sabe -Royale St Martin 29 » (Almanach du Commerce de Paris 1840-1850), avec le concours des cadets Félix et (Pierre) Eugène Sabe.

## Debacq
À partir de 1851, Sinice Debacq exerça sous son seul nom à l'entresol et au premier du même immeuble de famille 29 rue Royale St Martin, devenue successivement 29 rue Nationale Saint Martin en 1849 puis 31 rue Réaumur, en maintenant toutefois une collaboration commerciale avec Victor Sabe (bijoutier en or) et Pierre Eugène Sabe (orfèvre).
 

## L'association Debacq - Sabe Jeune
Sinice Debacq et son plus jeune beau-frère Pierre Eugène Sabe s'associèrent en 1859.
Sinice Debacq et Eugène Sabe développèrent la maison au-delà de l'activité des bijoux en or, puisque l'almanach de 1867 indiquait : « Debacq et Sabe jeune, bijoutiers en or, parures fantaisie, commission, exportation pour les départements et l'étranger, Réaumur 31 ».
Cette association prit fin en 1868, avec la reprise des avoirs et de la part du fonds de commerce de Sabe par Debacq pour la somme de 94 645 francs, probablement sur fond de règlement successoraux complexes. Félix et Victor Sabe partirent à Montevideo tandis qu'Eugène Sabe fonda alors la Maison Sabe au 34, boulevard de Sébastopol, puis 173, rue Saint-Honoré, et enfin au 54, cours du Chapeau-Rouge à Bordeaux à compter de 1885.
Les relations persistèrent cependant entre les deux branches, ne serait-ce que pour l'activité d'orfèvre, ainsi qu'en attestent les dates du poinçon de Pierre Eugène Sabe (« Une clé Bréguet et une étoile » Notice no 3571 PS - Insculpation : 9 février 1869 - N° Préfecture : 8310 - N°Garantie : 8052) alors que Debacq ne prit poinçon qu'en 1875.

## Debacq &Cie

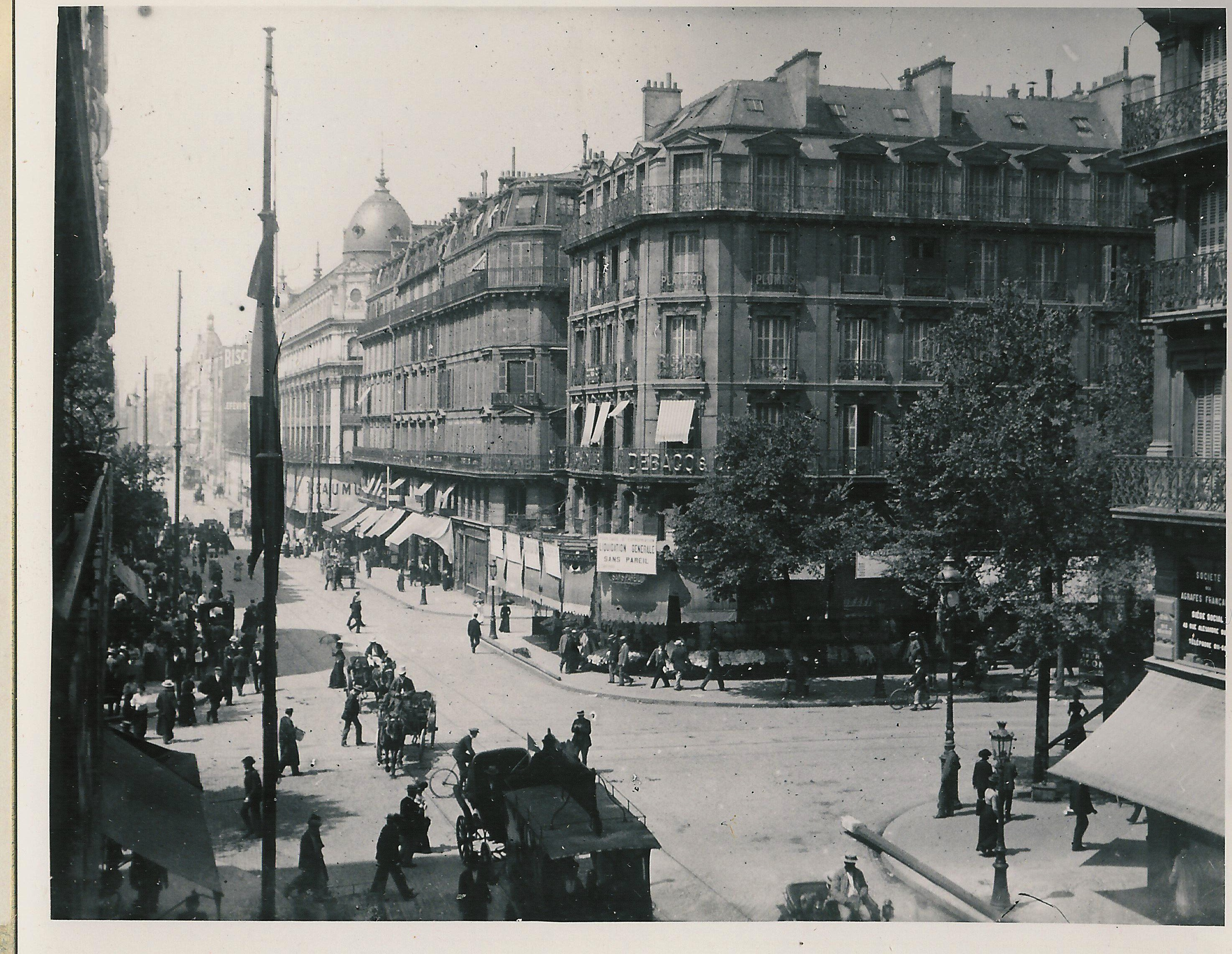
Maison Debacq & Cie, 105 boulevard Sébastopol vers 1900, coll privée

La Maison prit alors la raison sociale « Debacq & Cie », ainsi qu'il apparaissait au premier étage de la façade du même immeuble, 31 devenu 41 rue Réaumur.
Selon une pratique courante, Sinice Debacq maintint de fortes connexions béarnaises et prit en association ses neveux d'Orthez, Camille Batcave (précédemment associé à EUgène Sabe à partir de 1873) et Victor Peyret, qui devinrent ses gendres.
La maison Debacq atteignit son apogée au tournant du siècle en s'établissant au deuxième étage du 105 boulevard de Sébastopol, à l'angle de la rue Réaumur, après l'expropriation des deux immeubles aux 39 et 41 rue Réaumur.

## Peyret &Cie, Successeurs de Debacq
Au décès de Sinice Debacq, Victor Peyret reprit la Maison Debacq & Cie sous l'appellation « Debacq, Peyret & fils Successeurs », avec ses fils Eugène et Marcel et son cousin Camille Batcave.
La maison fut estimée 800 000 francs en 1906 pour la succession de Victor Peyret, et devint alors la société « Peyret frères » puis « Peyret & Cie, Successeurs de Debacq » au décès de Marcel Peyret en 1925.
Elle poursuivit son activité à deux adresses successives rue du Quatre-Septembre jusque dans les années 1950.
Ayant abandonné l'activité de fabrication, André Peyret fonda une nouvelle société en 1960, qui se spécialisa dans le négoce de bijoux en or italiens, et fut finalement cédée à des tiers dans les années 1980.
Les sociétés Debacq et Peyret ont disparu à la fin du XXème siècle et n'ont aucun lien avec des marques postérieures se prévalant indûment d'une succession.

## Production

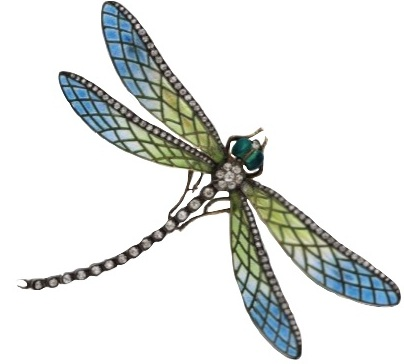
Libellule articulée, Debacq vers 1900, présentée par la SVV Leclere en 2009

L'activité s'était assez vite largement diversifiée dès la monarchie de Juillet, alliant au travail de « bijoutier en or, parures fantaisie » (almanach 1867), l'orfèvrerie (spécialité des Sabe dès l'origine), ou d'autres diverses activités de luxe telle que l'horlogerie que seuls les Sabe poursuivirent après la séparation.
La production de la maison Debacq & Cie (puis Peyret, successeurs) s'est ensuite concentrée sur le travail et la monture de pierres, principalement entre les années 1880 et la Première Guerre Mondiale, occupant un  atelier qui comptait notamment une douzaine de polisseurs de diamants au 41 rue Réaumur, puis un large atelier de monture boulevard Sébastopol.
Les modèles de la maison culminèrent en termes de complexité et de luxe avec les modèles articulés Art Nouveau. À titre d'illustration récente, une libellule articulée des environs de 1900 fut mis en vente publique 2009, selon la description suivante : « libellule trembleuse, les ailes en émail translucide soulignées de lignes de diamants et roses, le corps serti de diamants, tête émaillée verte. Dans son écrin, tournevis et épingle à cheveux. Époque 1900. Poids : 19,5 g. (est. 30-40 000 euros) » (SVV Leclere, Marseille), contemporaine d'un éventail articulé de la Maison Sabe de Bordeaux, présenté au Fan Museum de Greenwich (Londres).
La Première Guerre Mondiale, puis le nouveau contexte économique et social (inflation, impôt sur le revenu puis la Crise) firent largement fondre l'activité, qui survécut à une échelle moindre, produisant encore des montures Art Déco dans l'entre-deux-guerres.
À partir des années 1950, et la profonde modification de la clientèle mondaine, l'activité de fabrication avec l'important atelier interne ne survécut pas à Eugène Peyret.
Pour le domaine de l'argent, le poinçon d'orfèvre de la Maison représentait une étoile dans un annelet, attribué à Debacq (& Cie) pour la période 1876-1906 puis à Peyret (& Cie).

## Direction
| Période          | Dénomination                      | Propriété et direction             | Partenaires minoritaires sur tout ou partie de la période | Siège social / adresse                                                      |
| ---------------- | --------------------------------- | ---------------------------------- | --------------------------------------------------------- | --------------------------------------------------------------------------- |
| 1812-1838        |                                   | Raymond Sabe                       | Sinice Debacq                                             | 358 rue de la Porte St Denis puis 25 rue Meslay                             |
| 1838-1851        | Debacq & Sabe                     | Sinice Debacq & Victor Sabe        | Félix et Pierre Eugène Sabe                               | 29 rue Royale Saint-Martin, devenu en 1849 le 39 rue Nationale Saint Martin |
| 1851-1859        | Debacq                            | Sinice Debacq                      |                                                           | idem (devenu 31 rue Réaumur)                                                |
| 1859-1868        | Debacq & Sabe Jeune               | Sinice Debacq & Pierre Eugène Sabe | Victor et Félix Sabe                                      | idem (devenant 41 rue Réaumur)                                              |
| 1868-1899        | Debacq & Cie                      | Sinice Debacq                      | Camille Batcave, Victor Peyret                            | idem jusque vers 1895 puis 105 boulevard Sébastopol (IIe arr.)              |
| 1899-1906        | Debacq, Peyret & Fils Successeurs | Victor Peyret                      | Camille Batcave, Eugène & Marcel Peyret                   | idem                                                                        |
| 1906-1925        | Debacq, Peyret frères Successeurs | Eugène & Marcel Peyret             |                                                           | idem                                                                        |
| 1925-1951        | Peyret et Cie                     | Eugène Peyret                      |                                                           | idem puis rue du Quatre-Septembre (2e arr.)                                 |
| années 1960-1980 | Peyret                            | André Peyret                       |                                                           | rue du Quatre-Septembre (2e arr.)                                           |

## Galerie de photos

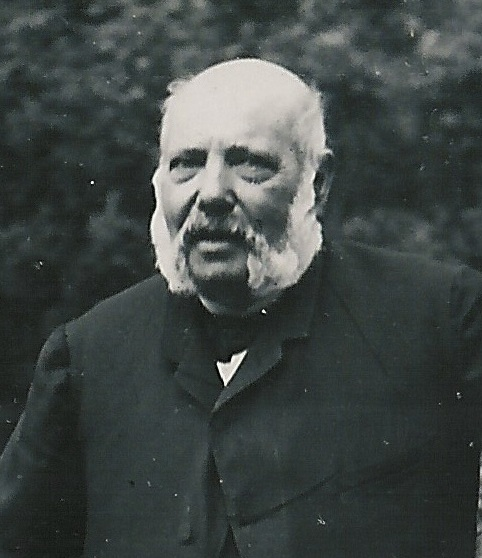
Sinice Debacq (2e génération)
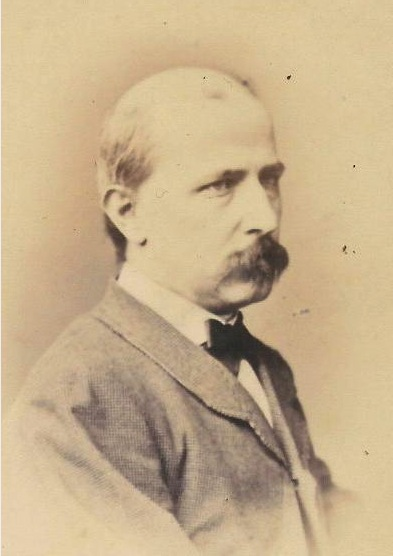
Eugène Sabe (2e génération)
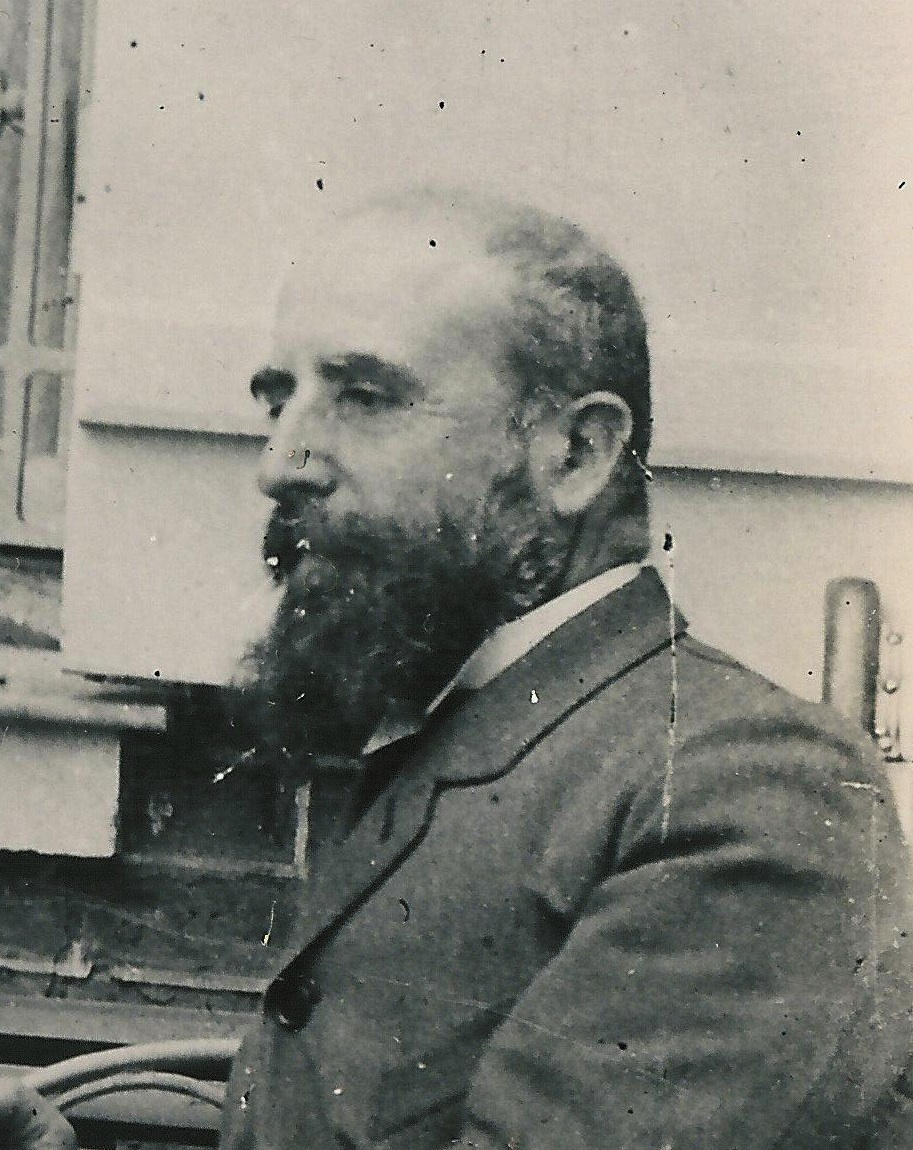
Victor Peyret (3e génération)
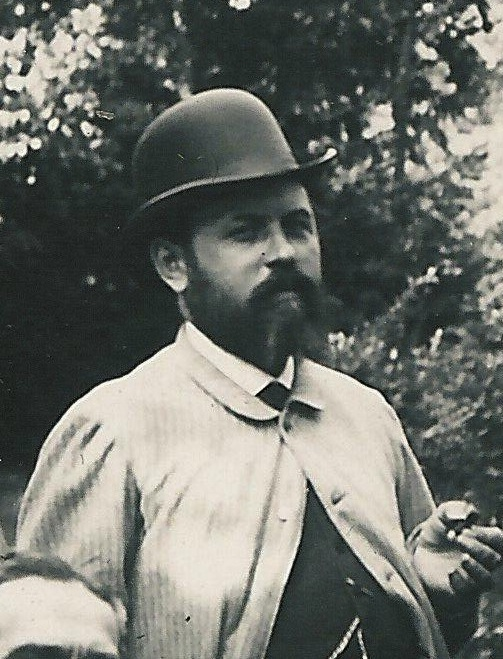
Camille Batcave (3e génération)
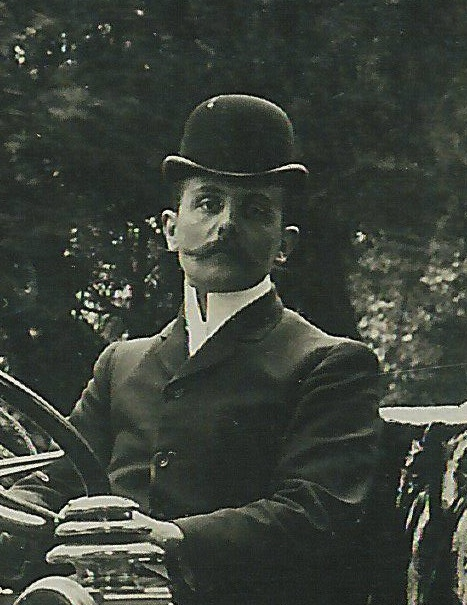
Eugène Peyret (4e génération)
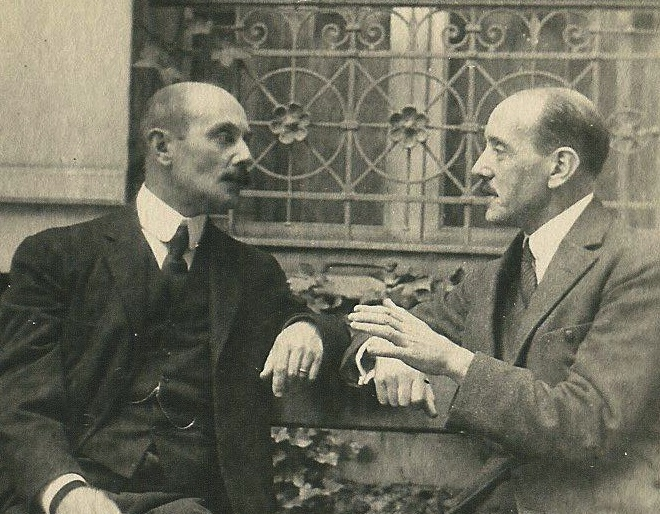
Eugène & Marcel Peyret (4e génération)